# Fay (Vorname)
Fay ist ein Unisex-Vorname, der zumeist von Mädchen getragen wird.

## Ursprung
Der Name ist abgeleitet vom mittelenglischen  faie, was Fee bedeutet.

## Häufigkeit
Der Name ist überwiegend im angloamerikanischen Raum verbreitet. In den Geburtsjahrgängen 2010 bis 2020 wurde Fay in Deutschland ungefähr 100 Mal als erster Vorname vergeben.

## Namensträgerinnen
- Fay Ajzenberg-Selove (1926–2012), US-amerikanische experimentelle Kernphysikerin
- Fay Babcock (1895–1970), US-amerikanische Szenenbildnerin
- Fay Bainter (1893–1968), US-amerikanische Schauspielerin
- Fay Claassen (* 1969), niederländische Jazzsängerin und -pädagogin
- Fay Compton (1894–1978), britische Schauspielerin
- Fay Dowker (* 1965), britische Physikerin
- Fay Farnum (1888–1977), US-amerikanische Mathematikerin und Hochschullehrerin
- Fay Gillis Wells (1908–2002), US-amerikanische Pilotin
- Fay Helm (1909–2003), US-amerikanische Schauspielerin
- Fay Holden (1893–1973), US-amerikanische Schauspielerin
- Fay Kanin (1917–2013), US-amerikanische Drehbuchautorin
- Fay Lanphier (1905–1959), US-amerisches Model
- Fay Masterson (* 1974), britische Schauspielerin
- Fay McKenzie (1918–2019), US-amerikanische Schauspielerin
- Fay Potton (* 1976), britische Biathletin
- Fay Ripley (* 1966), britische Schauspielerin
- Fay Toyne (* 1943), australische Tennisspielerin
- Fay Victor (* 1965), US-amerikanische Jazzsängerin und Komponistin
- Fay Weldon (1931–2023), britische Schriftstellerin
- Fay Wildhagen (* 1993), norwegische Sängerin
- Fay Wray (1907–2004), US-amerikanische Schauspielerin

## Namensträger
- Fay Moulton (1876–1945), US-amerikanischer Leichtathlet (Sprinter)
- Fay Na (?–1811), König im Königreich Champasak